# Medaglia per i combattenti contro i nazisti
La medaglia per i combattenti contro i nazisti è una decorazione israeliana creata per ricompensare gli atti di guerra o di resistenza perpetrati da cittadini israeliani contro i nazisti durante la seconda guerra mondiale.

## Storia
La decorazione fu istituita, con retroattività, per la prima volta nel 1967 come nastrino. Solo successivamente, nel 2000, venne creata la medaglia vera e propria da accompagnarsi al nastrino.

## Descrizione
La medaglia, circolare in metallo dorato, è ornata nel fronte da un particolare disegno raffigurante le sagome di due stelle di David sovrastate a destra da una spada ed a sinistra da un ramo d'ulivo, e nel retro dallo stemma di Israele posto sopra la scritta in ebraico "לוחם בנאצים - ותיק מלחמת העולם השנייה" che significa "combattenti contro i nazisti - veterani della seconda guerra mondiale".
Il nastrino viene ripreso nei suoi colori da quello dell'onorificenza nazista della Croce di Ferro, rosso al centro coi bordi prima bianchi e poi neri, e si differenzia da questo per l'aggiunta di due sottili strisce blu all'interno di quelle bianche.

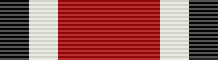
Nastro per la croce di cavaliere della croce di ferro
Nastro per la medaglia per i combattenti contro i nazisti
L'emblema d'Israele
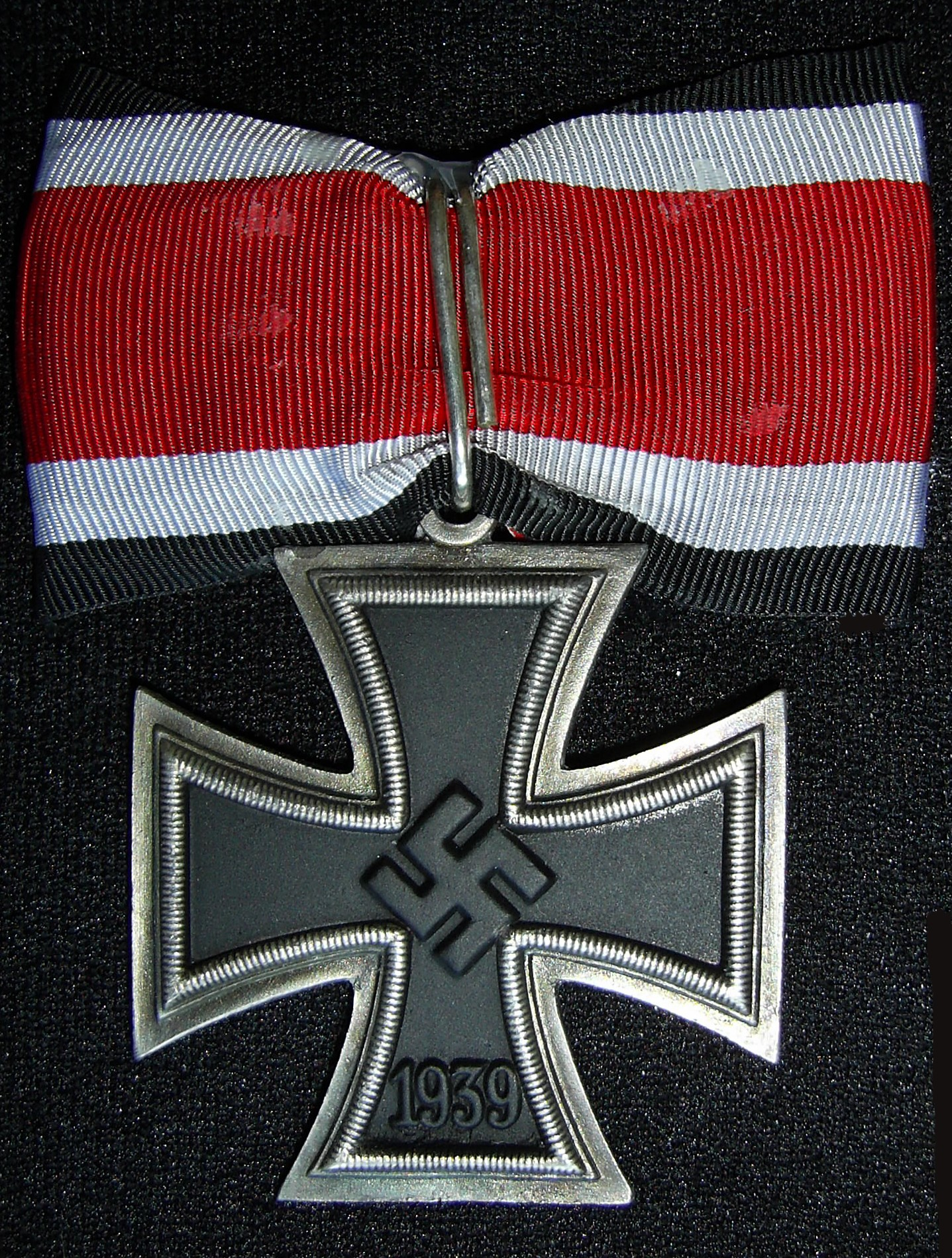
La croce di cavaliere della croce di ferro